# Can Cardús (Torrelavit)
Can Cardús és un edifici de Torrelavit (Alt Penedès) que forma part de l'Inventari del Patrimoni Arquitectònic de Catalunya.

## Descripció
És una masia de planta quadrada i teulada a dues vessants que consta de planta baixa, pis i golfes. El portal d'entrada té un arc de mig punt adovellat i balcons al primer pis. Hi ha un baluard amb masoveries i edificis agrícoles adossats (premses laterals que conformen una galeria d'arcades). Les parets són de tàpia. Hi ha una excel·lent panoràmica.

## Història
A l'interior de la casa es troba la data de 1420, apuntada en el guix d'un revoltó. En uns porxos laterals de l'exterior hi ha la data de 1889, any en què es va instal·lar el gas.
Segons testimoni verbal dels habitants de la casa, havia estat el convent de Sant Julià, que depenia del monestir de Poblet.
En aquesta zona hi ha relació entre totes les masies i els molins paperers del riu Bitlles. A Can Cardús li corresponia el Molí del Creixell, que segurament es va fundar a partir del segle xviii, com tots els altres.